# العلاقات الرومانية الكندية
العلاقات الرومانية الكندية هي العلاقات الثنائية التي تجمع بين رومانيا وكندا.

## مقارنة بين البلدين
هذه مقارنة عامة ومرجعية للدولتين:
| وجه المقارنة                                              | رومانيا                                                                               | كندا                     |
| --------------------------------------------------------- | ------------------------------------------------------------------------------------- | ------------------------ |
| المساحة (كم2)                                             | 238.40 ألف                                                                            | 9.98 مليون               |
| عدد السكان (نسمة)                                         | 19.59 مليون                                                                           | 35.70 مليون              |
| الكثافة السكانية (ن./كم²)                                 | 82.17                                                                                 | 3.58                     |
| العاصمة                                                   | بوخارست                                                                               | أوتاوا                   |
| اللغة الرسمية                                             | اللغة الرومانية                                                                       | لغة إنجليزية، لغة فرنسية |
| العملة                                                    | ليو روماني                                                                            | دولار كندي               |
| الناتج المحلي الإجمالي (بليون دولار)                      | 211.80 مليار                                                                          | 1.65 تريليون             |
| الناتج المحلي الإجمالي (تعادل القوة الشرائية) بليون دولار | 465.56 مليار                                                                          | 1.59 تريليون             |
| الناتج المحلي الإجمالي الاسمي للفرد دولار أمريكي          | 9.47 ألف                                                                              | 43.25 ألف                |
| الناتج المحلي الإجمالي للفرد دولار أمريكي                 | 23.63 ألف                                                                             | 45.07 ألف                |
| مؤشر التنمية البشرية                                      | 0.793                                                                                 | 0.913                    |
| رمز المكالمات الدولي                                      | +40                                                                                   | +1                       |
| رمز الإنترنت                                              | .ro                                                                                   | .ca                      |
| المنطقة الزمنية                                           | ت ع م+02:00، ت ع م+03:00، أوروبا/بوخارست ‏، توقيت شرق أوروبا، توقيت شرق أوروبا الصيفي ‏ |                          |

## مدن متوأمة
في ما يلي قائمة باتفاقيات التوأمة بين مدن رومانية وكندية:
- ترتبط ياش مع مدينة كيبك باتفاقية توأمة منذ 16 يوليو 2003.
- ترتبط بوتوشاني مع لافال باتفاقية توأمة منذ 28 فبراير 2002.[18][18][19][20]
- ترتبط بوخارست مع مونتريال باتفاقية توأمة منذ 1999.[21][21][21][21]
- ترتبط ريشيتسا مع مونكتون باتفاقية توأمة.

## منظمات دولية مشتركة
يشترك البلدان في عضوية مجموعة من المنظمات الدولية، منها:
| علم المنظمة | اسم المنظمة                               | تاريخ انضمام رومانيا | تاريخ انضمام كندا |
| ----------- | ----------------------------------------- | -------------------- | ----------------- |
|             | المنظمة الهيدروغرافية الدولية             | ?                    | ?                 |
|             | منظمة الشرطة الجنائية الدولية             | ?                    | ?                 |
|             | الاتحاد البريدي العالمي                   | ?                    | ?                 |
|             | مركز تنسيق الحركة في أوروبا ‏              | ?                    | ?                 |
|             | حلف شمال الأطلسي                          | 29 مارس 2004         | 4 أبريل 1949      |
|             | منظمة التجارة العالمية                    | 1995                 | ?                 |
|             | الفريق المعني برصد الأرض                  | ?                    | ?                 |
|             | مجموعة الموردين النوويين                  | ?                    | ?                 |
|             | مؤسسة التنمية الدولية                     | 12 أبريل 2014        | 24 سبتمبر 1960    |
|             | اتفاقية السماوات المفتوحة                 | ?                    | ?                 |
|             | منظمة الأمن والتعاون في أوروبا            | 25 يونيو 1973        | 25 يونيو 1973     |
|             | مؤسسة التمويل الدولية                     | 23 سبتمبر 1990       | 20 يوليو 1956     |
|             | منظمة حظر الأسلحة الكيميائية              | ?                    | ?                 |
|             | الأمم المتحدة                             | 14 ديسمبر 1955       | 9 نوفمبر 1945     |
|             | الاتحاد الدولي للاتصالات                  | 9 فبراير 1866        | 1 يوليو 1908      |
|             | البنك الدولي للإنشاء والتعمير             | 15 ديسمبر 1972       | 27 ديسمبر 1945    |
|             | مجموعة أستراليا                           | 1995                 | 1985              |
|             | المركز الدولي لتسوية المنازعات الاستشارية | 12 أكتوبر 1975       | 1 ديسمبر 2013     |
|             | وكالة ضمان الاستثمار متعدد الأطراف        | 10 سبتمبر 1992       | 12 أبريل 1988     |
|             | يونسكو                                    | 27 يوليو 1956        | 4 نوفمبر 1946     |

## معرض صور

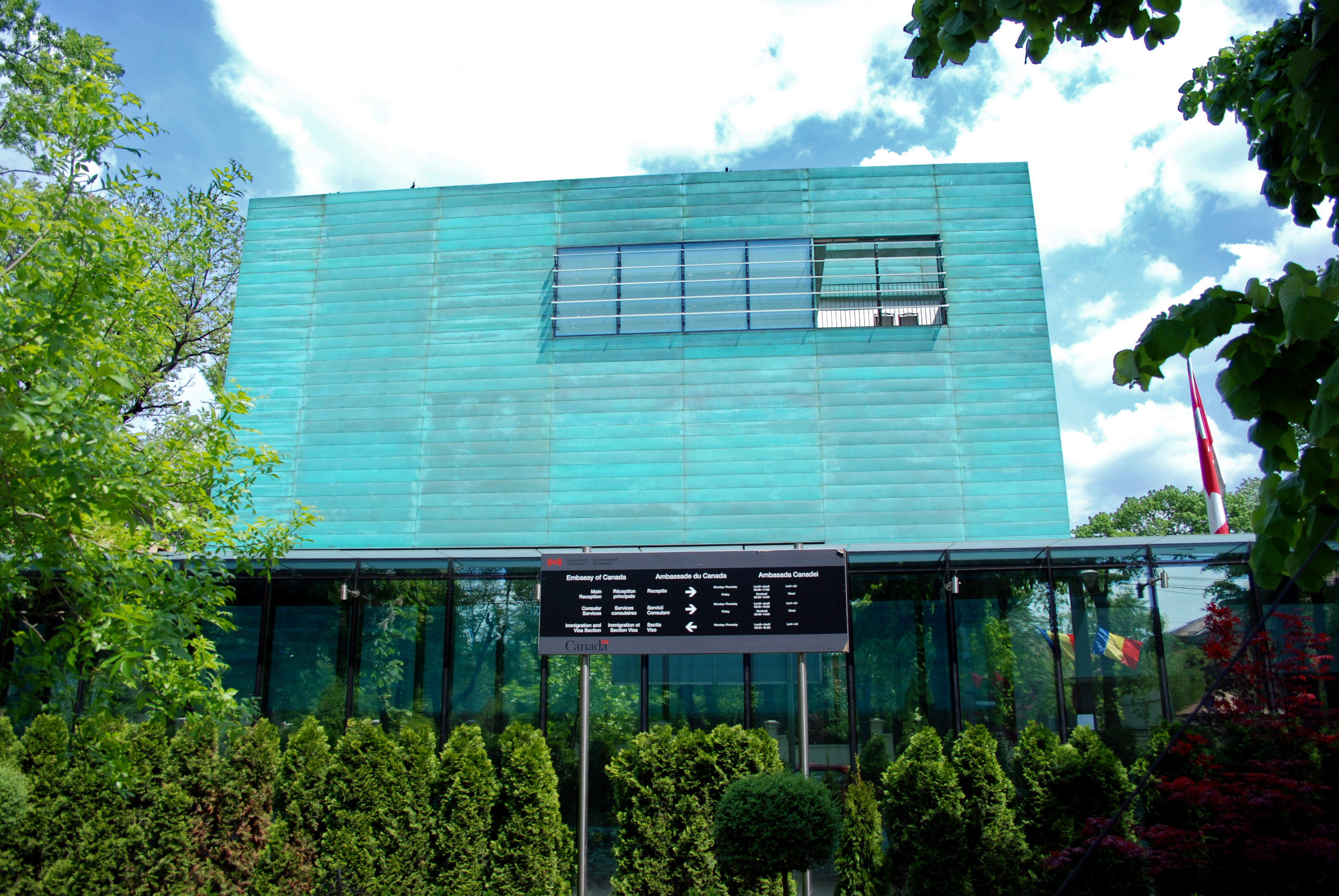
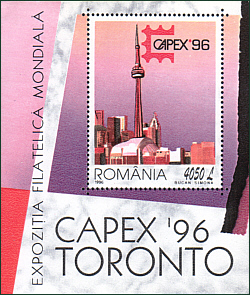
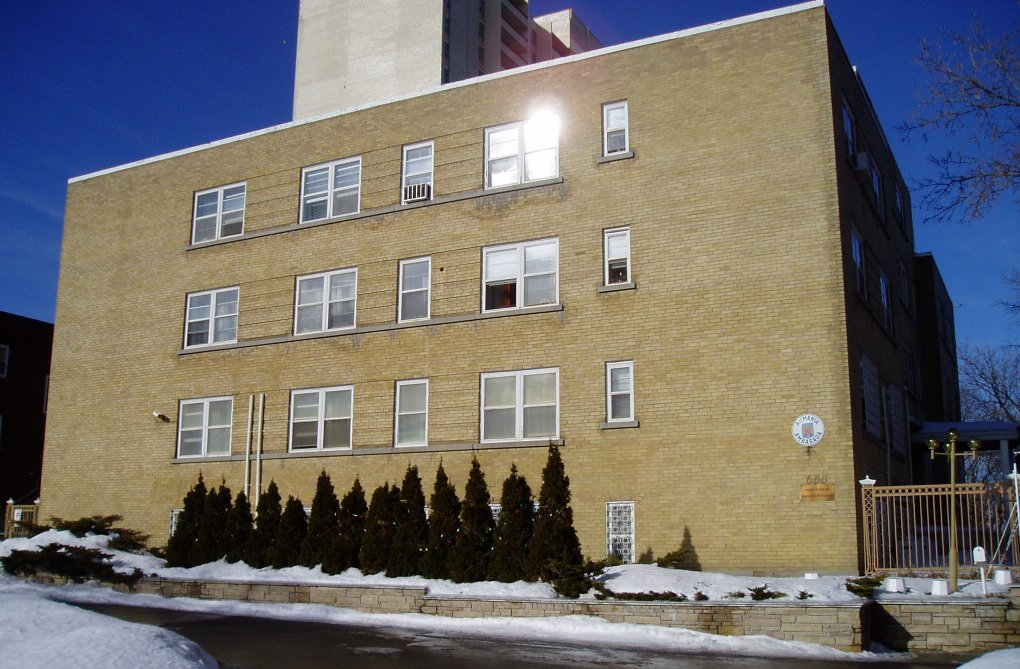

## وصلات خارجية
- موقع وزارة الخارجية الرومانية
- موقع وزارة الخارجية الكندية